# Catherine Breillat
Catherine Breillat (* 13. července 1948 Bressuire) je francouzská filmová režisérka, scenáristka a romanopiskyně, mladší sestra herečky Marie-Hélène Breillat.
První román L'Homme facile vydala v roce 1968. Počátkem sedmdesátých let dostala několik malých filmových rolí, mj. v Bertolucciho Posledním tangu v Paříži. Jako režisérka debutovala v roce 1976 filmem Une vraie jeune fille a poté natočila dalších třináct celovečerních filmů. V roce 1995 přispěla do povídkového filmu À propos de Nice, la suite. Kromě toho se podílela na scénářích k filmům jiných režisérů. Ve své filmové tvorbě se zabývá především sexualitou.
V roce 2001 byla hostem Letní filmové školy v Uherském Hradišti.